# Рафаель Мартін Васкес
Рафаель Мартін Васкес (ісп. Rafael Martín Vázquez, нар. 25 вересня 1965, Мадрид, Іспанія) — іспанський футболіст, що грав на позиції півзахисника. Шестиразовий чемпіон Іспанії, чотириразовий володар Суперкубка Іспанії з футболу, дворазовий володар Кубка Іспанії з футболу, дворазовий володар Кубка УЄФА та володар Кубка Мітропи. 
Виступав, зокрема, за клуб «Реал Мадрид», а також національну збірну Іспанії.

## Клубна кар'єра
Народився 25 вересня 1965 року в місті Мадрид. Вихованець футбольної школи клубу «Реал Мадрид».
У дорослому футболі дебютував 1983 року виступами за команду «Реал Мадрид Кастілья», в якій того року взяв участь у 14 матчах чемпіонату. 
Своєю грою за цю команду привернув увагу тренерського штабу головної команди «Реал Мадрид», до складу якої був переведений 1983 року. Відіграв за королівський клуб наступні сім сезонів своєї ігрової кар'єри. Більшість часу, проведеного у складі мадридського «Реала», був основним гравцем команди. За цей час п'ять разів виборював титул чемпіона Іспанії, ставав володарем Суперкубка Іспанії з футболу, володарем Кубка Іспанії з футболу, володарем Кубка УЄФА (двічі).
З приходом до команди Георге Хаджі вирішив змінити клуб, перебравшись до «Торіно», де провів два сезони. Допоміг туринцям дійти до фіналу Кубка УЄФА, де, щоправда, перемогу святкував амстердамський «Аякс».
Згодом з 1992 по 1998 рік грав у складі команд клубів «Марсель», знову «Реал Мадрид», «Депортіво» та «Атлетіко Селая». Протягом цих років додав до переліку своїх трофеїв ще один титул чемпіона Іспанії, знову ставав володарем Суперкубка Іспанії з футболу, володарем Суперкубка Іспанії з футболу, володарем Кубка Іспанії з футболу, володарем Кубка Мітропи.
Завершив професійну ігрову кар'єру у клубі «Карлсруе СК», за команду якого виступав протягом 1998—1999 років.

## Виступи за збірну
1987 року дебютував у складі національної збірної Іспанії у матчі проти Люксембургу. Єдиний гол у складі національної команди забив 1991 року у ворота збірної Уругваю. Протягом кар'єри у національній команді провів у формі головної команди країни 38 матчів.
У складі збірної був учасником чемпіонату Європи 1988 року у ФРН та чемпіонату світу 1990 року в Італії.

## Титули і досягнення
- Чемпіон Іспанії (6):

«Реал Мадрид»:  1985-1986, 1986-1987, 1987-1988, 1988-1989, 1989-1990, 1994-1995
- Володар Суперкубка Іспанії з футболу (4):

«Реал Мадрид»:  1988, 1989, 1993
«Депортіво»:  1995
- Володар Кубка Іспанії з футболу (2):

«Реал Мадрид»:  1988-1989, 1992-1993
- Володар Кубка УЄФА (2):

«Реал Мадрид»:  1984-1985, 1985-1986
- Володар Кубка Мітропи (1):

«Торіно»:  1991
- Чемпіон Європи (U-21): 1986